# Viktoria-Luise-Platz (metrostation)
Viktoria-Luise-Platz is een station van de metro van Berlijn, gelegen onder de Motzstraße en de Viktoria-Luise-Platz in het Berlijnse stadsdeel Schöneberg. Het metrostation werd geopend op 1 december 1910 als onderdeel van de Schöneberger U-Bahn, die de toen nog zelfstandige stad Schöneberg zelf had aangelegd. Tegenwoordig wordt deze lijn aangeduid als U4. Station Viktoria-Luise-Platz geniet de monumentenstatus.
Station Viktoria-Luise-Platz ligt direct onder de straat en werd ontworpen door de architect Ernst Denecke. Aan beide uiteinden van het eilandperron bevinden zich uitgangen, waarvan de westelijke leidt naar de Viktoria-Luise-Platz en de oostelijke (toegevoegd in 2001) naar de middenberm van de Motzstraße.

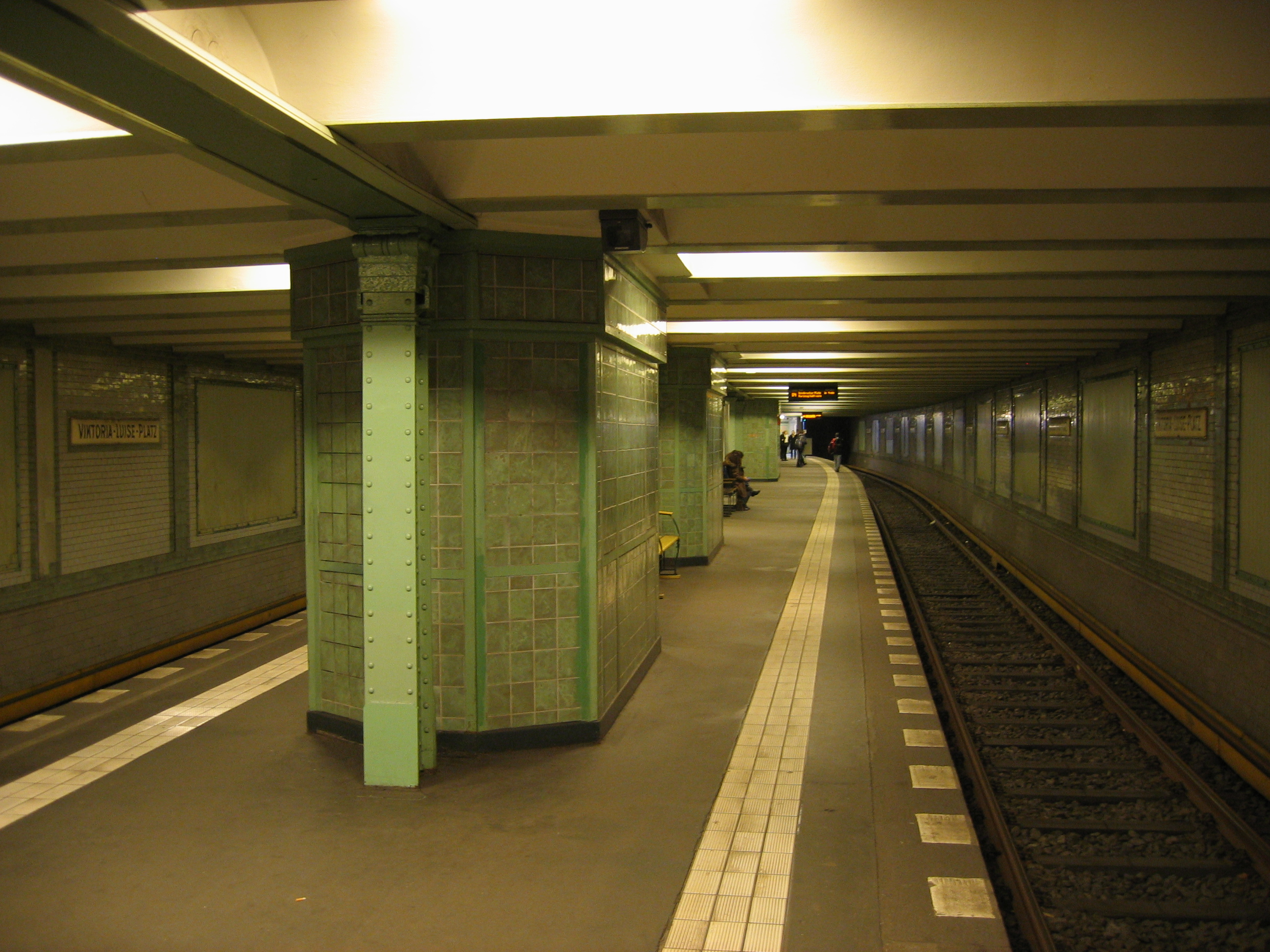
Het relatief smalle perron

De perronhal, gedomineerd door groene tinten, en de gedecoreerde ingang (afgebroken en heropgebouwd in 1996) aan de Viktoria-Luise-Platz hebben hun oorspronkelijke ontwerp behouden. Het station staat dan ook op de monumentenlijst.

In tegenstelling tot de andere stations van de U4 is de stationsnaam in station Viktoria-Luise-Platz aangebracht op geëmailleerde borden. Deze borden vervingen kort voor de opening de oorspronkelijke tegeltableaus, waarop foutief Vikoria-Luisen-Platz te lezen was.